# バーフラー級戦艦
バーフラー級戦艦 (Barfleur class battleship) は、イギリス海軍がかつて用いていた前弩級戦艦の艦級。

## 概要

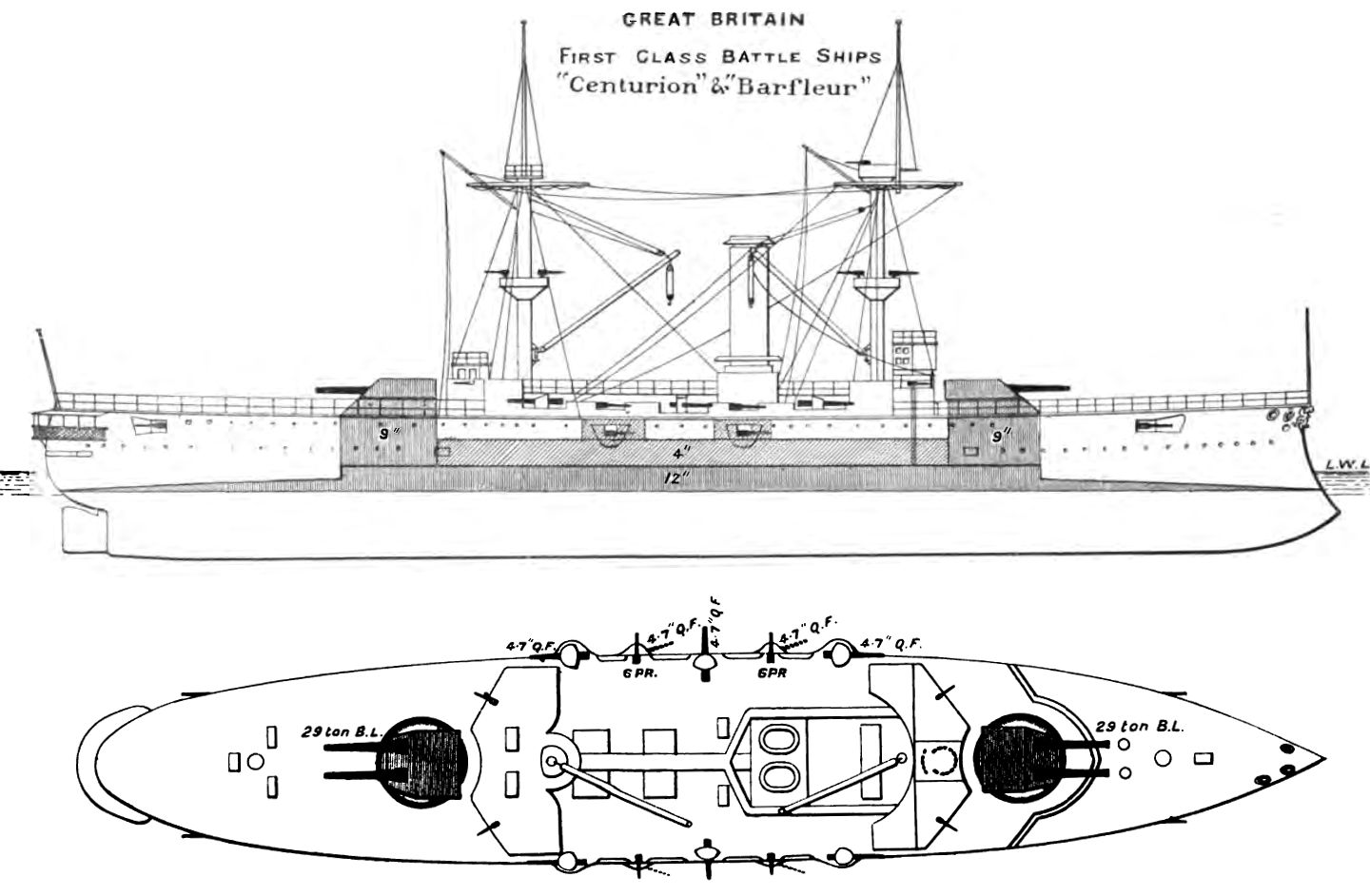
竣工当時の本艦の武装・配置を示した図。

中国および太平洋方面で運用するために建造された二等戦艦。中国の河川で活動することを想定して小型、軽装甲、浅吃水、長航続力の艦とし、その代り主砲の口径は当時の戦艦の標準だった305mmでなく、254mmに抑えた。全体としてロイヤル・サブリン級戦艦の縮小型であり、高い乾舷を有する。また主砲には装甲シールドが設けられている。
同型艦2隻とも1894年に完成し、1900年の義和団の乱の際には極東にあって警戒に当たるなど、所期の任務を果たした。両艦とも1909年に除籍され、1910年に売却された。

## 艦名
- バーフラー：北フランス・ノルマンディーのバルフルール岬、および1692年にその付近で行われた英仏両軍による海戦。
- センチュリオン：古代ローマ軍の百人隊長。